# 岐阜市立岐阜小学校
岐阜市立岐阜小学校（ぎふしりつ ぎふしょうがっこう）は、岐阜県岐阜市大工町にある公立小学校。

## 沿革
- 2008年（平成20年）4月 - 岐阜市立金華小学校と岐阜市立京町小学校が統合し創立。
- 2010年（平成22年）4月 - 新校舎完成
- 2020年（令和2年）10月 - 秋季休業期間廃止。

## 通学区域
- 通学区域は今町1-4丁目、伊奈波通1-3丁目、蜂屋町、西材木町、本町1-7丁目、常盤町、布屋町、大宮町1・2丁目、梶川町、上大久和町、上竹屋町、上新町、鏡岩、上材木町、上茶屋町、玉井町、大工町、大仏町、早田(字川向)、中竹屋町、中新町、中大桑町、魚屋町、靭屋町、山口町、大和町、矢島町1・2丁目、松屋町、松ケ枝町、松山町、松下町、万力町、益屋町、啓運町、槻谷、米屋町、木挽町、小椎谷、栄扇町、堤外、間之町、丸山、木造町、夕陽丘、湊町、御手洗、下新町、白木町、新桜町、甚衛町、下茶屋町、下大桑町、久屋町、東材木町、元浜町、千畳敷下、末広町、駿河山、立洞、赤ケ洞、赤池洞、稲荷山、伊奈波山東洞、伊奈波山西洞、伊奈波山北洞、大落洞、加和屋町裏、北釜ケ洞、北唐戸洞、米廩谷洞、新開洞、杉ケ洞、千畳敷、千畳敷下大道西、鷹巣裡水谷口、達目陰山、天主閣、藤右衛門東洞、藤右衛門南洞、藤右衛門北洞、鼻高洞、南釜ケ洞、水風呂谷、明神洞、南唐戸洞、釜石洞、泉町、伊吹町1・2丁目、今小町、初音町、西野町1-5丁目、堀江町、忠節町1-4丁目、忠節3丁目南町、御杉町、小熊町1・2丁目、若松町、上太田町1・2丁目、上竹町、四屋町、大門町、司町、永田町、室町、鴬谷町、鴬谷、梅ケ枝町3丁目、柳町、八ツ梅町3丁目、柳生町、不動町、天神町、佐久間町、笹土居町、京町1-3丁目、北野町、美江寺町1・2丁目、緑町、下竹町、七軒町、平河町、千石町1・2丁目である。公立中学校の進学先は岐阜市立岐阜中央中学校である[1]。

## 周辺
- 長良川
- 金華橋通り

## 交通機関
- 岐阜バス

長良橋方面（岐阜高富線、高美線、岐阜板取線、岐北線、岐阜女子大線、松籟加納線、岐南町線、茜部三田洞線、おぶさ墨俣線、加野団地線、大洞団地線などで、行先表示の番号がN+2桁の数字の便）「本町3丁目」バス停下車　徒歩5分

## 卒業生
- 川合玉堂（画家）
- 細江茂光（政治家・岐阜市長） - 旧金華小卒